# Jõepera (Räpina)
Jõepera (Duits: Jöepera) is een plaats in de Estlandse gemeente Räpina, provincie Põlvamaa. De plaats heeft de status van dorp (Estisch: küla) en telt 73 inwoners (2021).
De plaats lag tot in oktober 2017 in de gemeente Meeksi. In die maand werd het grootste deel van Meeksi bij de gemeente Räpina gevoegd.
Jõepera ligt aan het Lämmimeer, ten noorden van de grotere plaats Mehikoorma.

## Geschiedenis
Jõepera werd voor het eerst genoemd in 1582 onder de naam Jepara. Het dorp viel eerst onder het landgoed van Repin (Räpina) en vanaf de 18e eeuw onder het landgoed van Meeksi.
In 1977 werden het buurdorp Laanõ en een deel van het buurdorp Pihosi bij Jõepera gevoegd.